# Edme Aubert
Pour les articles homonymes, voir Aubert.
Edme Aubert est un religieux et homme politique français né le 24 septembre 1738 à Bar-sur-Aube (Aube) et décédé le 17 août 1804 au même lieu.
Curé de Couvignon, il est député du clergé aux états généraux de 1789 pour le bailliage de Chaumont-en-Bassigny. Il siège à gauche et prête le serment civique en 1790.

## Sources
- « Edme Aubert », dans Adolphe Robert et Gaston Cougny, Dictionnaire des parlementaires français, Edgar Bourloton, 1889-1891 [détail de l’édition]